# Спрінгвілл (Вісконсин)
Спрінгвілл (англ. Springville) — місто (англ. town) в США, в окрузі Адамс штату Вісконсин. Населення — 1283 особи (2020).

## Демографія
Згідно з переписом 2010 року, у місті мешкало 1318 осіб у 538 домогосподарствах у складі 370 родин. Було 1065 помешкань
Расовий склад населення:
| - 95,8 % — білих - 1,8 % — корінних американців - 0,3 % — чорних або афроамериканців - 0,1 % — азіатів |

До двох чи більше рас належало 1,7 %. Частка іспаномовних становила 2,4 % від усіх жителів.
За віковим діапазоном населення розподілялося таким чином: 19,7 % — особи молодші 18 років, 60,8 % — особи у віці 18—64 років, 19,5 % — особи у віці 65 років та старші. Медіана віку мешканця становила 46,1 року. На 100 осіб жіночої статі у місті припадало 101,5 чоловіків;  на 100 жінок у віці від 18 років та старших — 103,7 чоловіків також старших 18 років.
Середній дохід на одне домашнє господарство  становив 52 952 долари США (медіана — 40 000), а середній дохід на одну сім'ю — 61 312 долари (медіана — 46 375). Медіана доходів становила 40 714 долари для чоловіків та 27 750 доларів для жінок. За межею бідності перебувало 6,8 % осіб, у тому числі 0,0 % дітей у віці до 18 років та 5,5 % осіб у віці 65 років та старших.
Цивільне працевлаштоване населення становило 508 осіб. Основні галузі зайнятості: мистецтво, розваги та відпочинок — 18,5 %, роздрібна торгівля — 15,4 %, освіта, охорона здоров'я та соціальна допомога — 14,6 %, виробництво — 13,8 %.